# Austriteles armatorius
Austriteles armatorius är en stekelart som beskrevs av Ian D. Gauld 1984. Austriteles armatorius ingår i släktet Austriteles och familjen brokparasitsteklar. Inga underarter finns listade.